# Mallory Park Race of the Year

Streckenverlauf

Das Race of the Year ist ein Motorradrennen, welches seit 1958, mit Unterbrechungen, im Mallory Park im englischen Leicester stattfindet.
Es nehmen Fahrer aus der Motorrad-, der Superbike- sowie der Supersport-Weltmeisterschaft und der Britischen Superbike-Meisterschaft teil.
Das erste Rennen gewann John Surtees auf MV Agusta. Das Rennen 2011 gewann Sam Lowes auf einer 600-cm³-Honda nach einem harten Kampf mit CRT-MotoGP-Fahrer James Ellison, ebenfalls auf Honda. 2014 fand erneut ein Rennen statt, welches John Ingram auf Kawasaki gewinnen konnte.
2015 wurde das Rennen von den Veranstaltern abgesagt. Ob die traditionelle Veranstaltung fortgeführt würde werden, stand lange nicht fest. Nach zweijähriger Pause wurde am 22. Oktober 2017 das Rennen als 50-jähriges Jubiläum wieder ausgetragen. Die Rennen werden von der East Midland Racing Association im Rahmen ihrer Rennserie EMRA durchgeführt. Zwei Jahre lange wurde das Rennen ausgetragen, bevor 2019 es kurz vor dem Termin erneut zu einer Absage kam. Die Zukunft der Veranstaltung ist erneut ungewiss.

## Siegerliste
| Jahr | Fahrer               | Hersteller        |
| ---- | -------------------- | ----------------- |
| 1958 | John Surtees         | 500-cm³-MV Agusta |
| 1959 | Bob McIntyre         | 500-cm³-Norton    |
| 1960 | Mike Hailwood        | 500-cm³-Norton    |
| 1961 | Gary Hocking         | 500-cm³-MV Agusta |
| 1962 | Derek Minter         | 500-cm³-Norton    |
| 1963 | Mike Hailwood        | 500-cm³-MV Agusta |
| 1964 | Mike Hailwood        | 500-cm³-MV Agusta |
| 1965 | John Cooper          | 500-cm³-Norton    |
| 1966 | Giacomo Agostini     | 500-cm³-MV Agusta |
| 1967 | John Cooper          | 297-cm³-Honda     |
| 1968 | John Cooper          | 297-cm³-Honda     |
| 1969 | Giacomo Agostini     | 500-cm³-MV Agusta |
| 1970 | John Cooper          | 350-cm³-Yamsel    |
| 1971 | John Cooper          | 750-cm³-BSA       |
| 1972 | Jarno Saarinen       | 350-cm³-Yamaha    |
| 1973 | Phil Read            | 500-cm³-MV Agusta |
| 1974 | Barry Sheene         | 750-cm³-Suzuki    |
| 1975 | Barry Sheene         | 750-cm³-Suzuki    |
| 1976 | Steve Baker          | 750-cm³-Yamaha    |
| 1977 | Pat Hennen           | 653-cm³-Suzuki    |
| 1978 | Barry Sheene         | 500-cm³-Suzuki    |
| 1979 | Kenny Roberts senior | 500-cm³-Yamaha    |
| 1980 | Randy Mamola         | 500-cm³-Suzuki    |
| 1981 | Graeme Crosby        | 500-cm³-Suzuki    |
| 1986 | Roger Marshall       | 500-cm³-Honda     |
| 1987 | Roger Marshall       | 1100-cm³-Suzuki   |
| 1988 | Jamie Whitham        | 750-cm³-Suzuki    |
| 1989 | Terry Rymer          | 750-cm³-Yamaha    |
| 1990 | Terry Rymer          | 750-cm³-Yamaha    |
| 1991 | Rob McElnea          | 750-cm³-Yamaha    |
| 1992 | John Reynolds        | 750-cm³-Kawasaki  |
| 1994 | Matt Llewellyn       | 926-cm³-Ducati    |
| 1995 | Chris Walker         | 250-cm³-Honda     |
| 1996 | Ray Stringer         | 750-cm³-Kawasaki  |
| 1997 | Jason Vincent        | 500-cm³-Honda     |
| 1998 | Chris Walker         | 750-cm³-Kawasaki  |
| 1999 | Jason Vincent        | 500-cm³-Honda     |
| 2000 | Steve Plater         | 750cc Kawasaki    |
| 2001 | Michael Rutter       | 750-cm³-Kawasaki  |
| 2002 | Glen Richards        | 750-cm³-Kawasaki  |
| 2003 | Michael Rutter       | 998-cm³-Ducati    |
| 2004 | John Reynolds        | 1000-cm³-Suzuki   |
| 2005 | Glen Richards        | 1000-cm³-Kawasaki |
| 2006 | Chris Walker         | 1000-cm³-Suzuki   |
| 2007 | Cal Crutchlow        | 1000-cm³-Suzuki   |
| 2008 | Tom Sykes            | 1000-cm³-Suzuki   |
| 2011 | Sam Lowes            | 1000-cm³-Honda    |
| 2014 | John Ingram          | 1000-cm³-Kawasaki |
| 2015 | nicht ausgetragen    | nicht ausgetragen |
| 2016 | nicht ausgetragen    | nicht ausgetragen |
| 2017 | Bradley Ray          | 1000-cm³-Suzuki   |
| 2018 | Richard Cooper       | 1000-cm³-Suzuki   |